# Menemerus namibicus
Menemerus namibicus är en spindelart som beskrevs av Wesolowska 1999. Menemerus namibicus ingår i släktet Menemerus och familjen hoppspindlar. Inga underarter finns listade i Catalogue of Life.